# Te Rongo Kirkwood
Te Rongo Kirkwood es una artista escultora neozelandesa de ascendencia maorí, nacida y residente en Auckland, conocida por su arte en vidrio, en particular vidrio fundido y emplomado.

## Trayectoria
Sus obras han ganado el reconocimiento en una serie de concursos y exposiciones, además de ser seleccionada como una de los 33 finalistas de los premios Ranamok de Australia y de ser seleccionada para participar en la exposición Bombay Sapphire Blue Room en 2007 y en Matariki -exposición temática organizada por el Consejo de la ciudad Manukau en 2009.·· En 2009 ganó el premio de arte Royal Easter Show en la categoría de arte en vidrio con su pieza Puawai.
Ella atribuye a su inicial interés en el arte de cristal, lo que le empujó a reunirse con Danny Lane en el Reino Unido. Cuando regresó a Nueva Zelanda, su interés creció, pero con dos niños pequeños, no pudo asistir en una universidad a un curso oficial de varios años de arte en vidrio , y así se convirtió en una artista del vidrio autodidacta.